# سوشله
سوشله (به سوئدی: Sorsele) یک منطقهٔ مسکونی در سوئد است که در لاپلاند واقع شده‌است. سوشله ۱٫۸۲ کیلومتر مربع مساحت و ۱٬۲۷۷ نفر جمعیت دارد.